# Porsskär (Brändö, Åland)
Porsskär är en ö i Åland (Finland). Den ligger i Skärgårdshavet och i kommunen Brändö i landskapet Åland, i den sydvästra delen av landet. Ön ligger omkring 62 kilometer nordöst om Mariehamn och omkring 230 kilometer väster om Helsingfors.
Öns area är 1 kvadratkilometer och dess största längd är 1,4 kilometer i sydöst-nordvästlig riktning. Ön höjer sig omkring 16 meter över havsytan.